# Sundsøre
Sundsøre was tot 2007 een gemeente in Denemarken. De oppervlakte bedroeg 171,43 km². De gemeente telde 6464 inwoners waarvan 3313 mannen en 3151 vrouwen (cijfers 2005). Sundsøre werd in 2007 toegevoegd aan de vergrote gemeente Skive.